# Walter Thiel

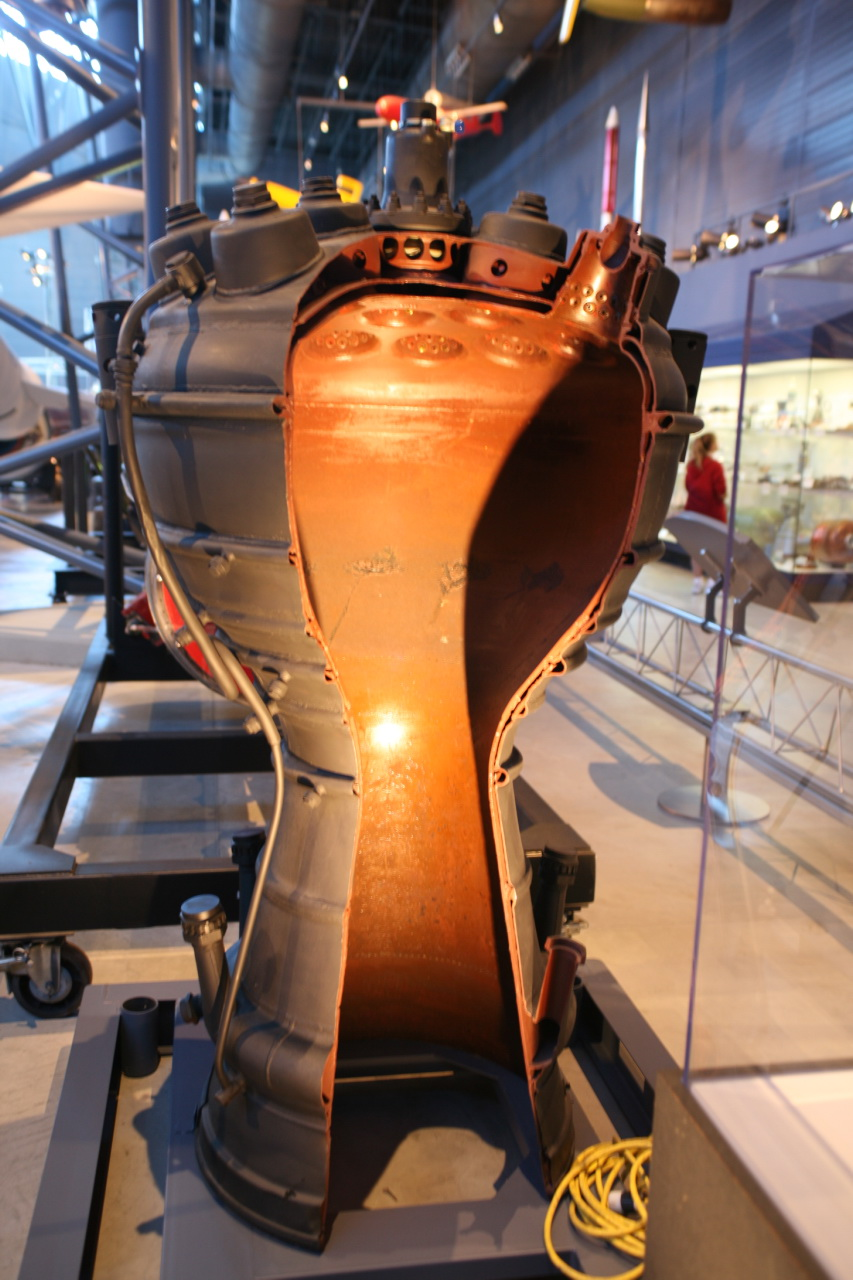
Motor do míssil V-2, principal obra de Walter Thiel.

Walter Erich Oskar Thiel (Breslávia, 3 de março de 1910 – Karlshagen, 18 de agosto de 1943) foi um engenheiro da Alemanha Nazista que participou de forma decisiva com ideias para o desenvolvimento do motor do míssil V-2. A cratera Thiel na Lua, foi batizada em sua homenagem. Ele, a esposa e o casal de filhos morreram no bombardeio da Operação Hydra, na madrugada de 17 para 18 de Agosto de 1943 em Peenemünde.

## Desenvolvimento do Motor
Baseado no conceito de película de resfriamento, solução identificada por seu colega Moritz Pöhlmann em Peenemünde, Thiel projetou um sistema de anéis com perfurações para injeção de combustível ainda não consumido através das paredes da câmara de combustão para evitar que esta derretesse com o extremo calor gerado.
Em 15 de Setembro de 1941, Thiel declarou oficialmente concluído o projeto básico do sistema de injeção de combustível composto por 18 "canecos" com vários bicos injetores cada um.
Naquele mesmo ano, Thiel começou a investigar o uso de ácido nítrico e óleo diesel como propelentes para um míssil de 30 toneladas de empuxo, o A-8.
Ainda em 1941, em 18 de Dezembro, Thiel documentou os primeiros desenhos de um motor com seis câmaras de combustão e uma única tubeira, a ser usado na combinação de mísseis A-9/A-10, num documento secreto classificado como "1496/41".
Em meados de Agosto de 1943, o Dr Thiel declarou que os problemas no desenvolvimento do A-4 impediriam a sua produção em massa, e recomendou o seus cancelamento.

## Imagens
- Foto de Walter Thiel no hall da fama do museu de História Espacial no Novo México